# Tržec
Tržec – wieś w Słowenii, w gminie Videm. W 2018 roku liczyła 406 mieszkańców.